# Terphothrix seydeli
Terphothrix seydeli är en fjärilsart som beskrevs av Collenette 1954. Terphothrix seydeli ingår i släktet Terphothrix och familjen tofsspinnare. Inga underarter finns listade i Catalogue of Life.